# Adil Bestybaev
Adil Bestybaev (Russisch: Адиль БЕСТЫБАЕВ) (Alma-Ata, 15 augustus 1959 – 29 september 2024) was een hedendaags Kazachs componist, muziekpedagoog en een veelzijdig musicus. 

## Levensloop
Bestybaev kreeg zijn eerste muzieklessen aan de Zhubanov Republikeinse muziekschool. Hij studeerde compositie aan het Kazachskaja nacionalnaja konservatorija im. Kurmangazy (Staatsconservatorium) in Alma-Ata onder andere bij Gaziza Zhubanova. Zijn studies voor compositie en instrumentatie voltooide hij aan het aan het Moskou Conservatorium P. I. Tsjaikovski (Russisch: Московская Государственная Консерватория им. П.И.Чайковского)  in Moskou bij onder andere N. N. Sidelnikov. 
Van 1982 tot 1997 was hij docent voor instrumentatie en arrangement aan het Kazachskaja nacionalnaja konservatorija im. Kurmangazy (Staatsconservatorium) in Alma-Ata. Omdat hij met de dirigent van het staatsharmonieorkest van Kazachstan Kanat Akhmetov bevriend was heeft hij vele werken voor dit harmonieorkest geschreven. Van 1998 tot 2001 was hij Composer-in-Residence van het staatsharmonieorkest van Kazachstan. 
Hij overleed eind september 2024.

## Composities

### Werken voor orkest
- 2006 Return to the Darkside of the Mind
- Symphony "The Sacrifice of Tangry", voor orkest en orgel

### Werken voor harmonieorkest
- 1991 Groot Mogul, symfonisch gedicht
- Argymak
- Concert on the Monogram B.Es.T.
- Niagara
- Return to the darkside of the mind, voor harmonieorkest
- Silk Road
- Stem van Asië (Voice of Asia), triomphale processie "Scythia" voor vier of zes Karnai's (traditioneel 1,80 meter lang trompetachtig blaasinstrument (zonder ventilen) uit Kazachstan, dat ook in heel Central-Asië voorkomt) en harmonieorkest
- Symfonie «IDEE FIXE» op het monogram A.C.H.M.E.D.
  1. Reminiscence about future
  2. Sad end
  3. Unpredictability of the past

### Kamermuziek
- 1998 Song of Abaï, voor hobo en piano
- Romance, voor dwarsfluit en piano
- Koperkwintet

### Filmmuziek
- 1991 Surzhekei – Angel of Death (Суржекей – Ангел Смерти)
- 2006 Revenge